# Canales
|  | Aquest article tracta sobre el municipi d'Àvila. Si cerqueu el futbolista càntabre, vegeu «Sergio Canales Madrazo». |

Canales és un municipi de la província d'Àvila, a la comunitat autònoma de Castella i Lleó.

## Demografia
| 1991 | 1996 | 2001 | 2004 |
| ---- | ---- | ---- | ---- |
| 93   | 68   | 63   | 56   |